# 管坤良
管坤良（英語：Kun-Liang Guan，1963年—），美国生物化学家，聖地牙哥加利福尼亞大學教授，1998年获得麦克阿瑟奖。主要研究方向为MAP激酶和mTOR信号通路。

## 生平
管坤良1963年出生于中国浙江省嘉兴市桐乡县，1982年本科毕业于杭州大学（现并入浙江大学）生物系，之后前往美国普渡大學就读研究所，1989年获得博士学位（导师：Henry Weiner），之后进入密歇根大学生物化学系任教